# Egge (Naturschutzgebiet)
Das Naturschutzgebiet Egge liegt mit einer Größe von 53,64 ha im Gebiet der Gemeinde Steinhagen. Es wird mit der Nummer GT-041 geführt und ist eines der jüngeren Naturschutzgebiete des Kreises Gütersloh.
Es wurde insbesondere zum Erhalt wildlebender Tier- und Pflanzenarten von Waldmeister-Buchenwäldern, kleinräumigem Erlen-Eschenwald und Weichholzauenwald ausgewiesen.
Darüber hinaus kommen wärmeliebende Pflanzenarten des Kalk-Halbtrockenrasens mit den dafür typischen Tierarten vor.